# King Kurt
King Kurt ist eine britische Psychobilly-Rockband der 1980er-Jahre.

## Geschichte
Gegründet 1981 mit Jef Harvey (Gesang), ersetzt durch "Smeg" (Gary Cayton) nach der "Zulu Beat" 7-Inch-Single und vor dem Stiff Records-Vertrag; Paul ("Thwack") Laventhol und John Reddington (Gitarren); Rory Lyons am Schlagzeug; Bert Boustead am Bass, sowie "Maggot" auf dem Saxophon. Ursprünglich bekannt als "Rockin' Kurt and his Saur Krauts", später verkürzt zu King Kurt. Die Band hatte ein paar kleinere Hits in den UK Single- und UK Indie-Charts, etwa „Zulu Beat“, „Mack The Knife“ und „Banana Banana“, neben dem Top-40-Hit „Destination Zululand“. 1988 löste sich die Band auf, aber zwischen 1992 und 1996 traten drei der Mitglieder live auf.  
In den frühen 1980ern waren King Kurt für ihre Bühnenauftritte bekannt, bei denen mit Eiern und Mehltüten geworfen wurde und Eimer mit Tapetenkleister ins Publikum gekippt wurden.
Im Jahr 2010 gaben die King Kurts ihr Reunion-II-Konzert, bei dem fünf der sechs Original-Mitglieder auftraten.

Bandmitglieder beim Free & Easy Festival 2014
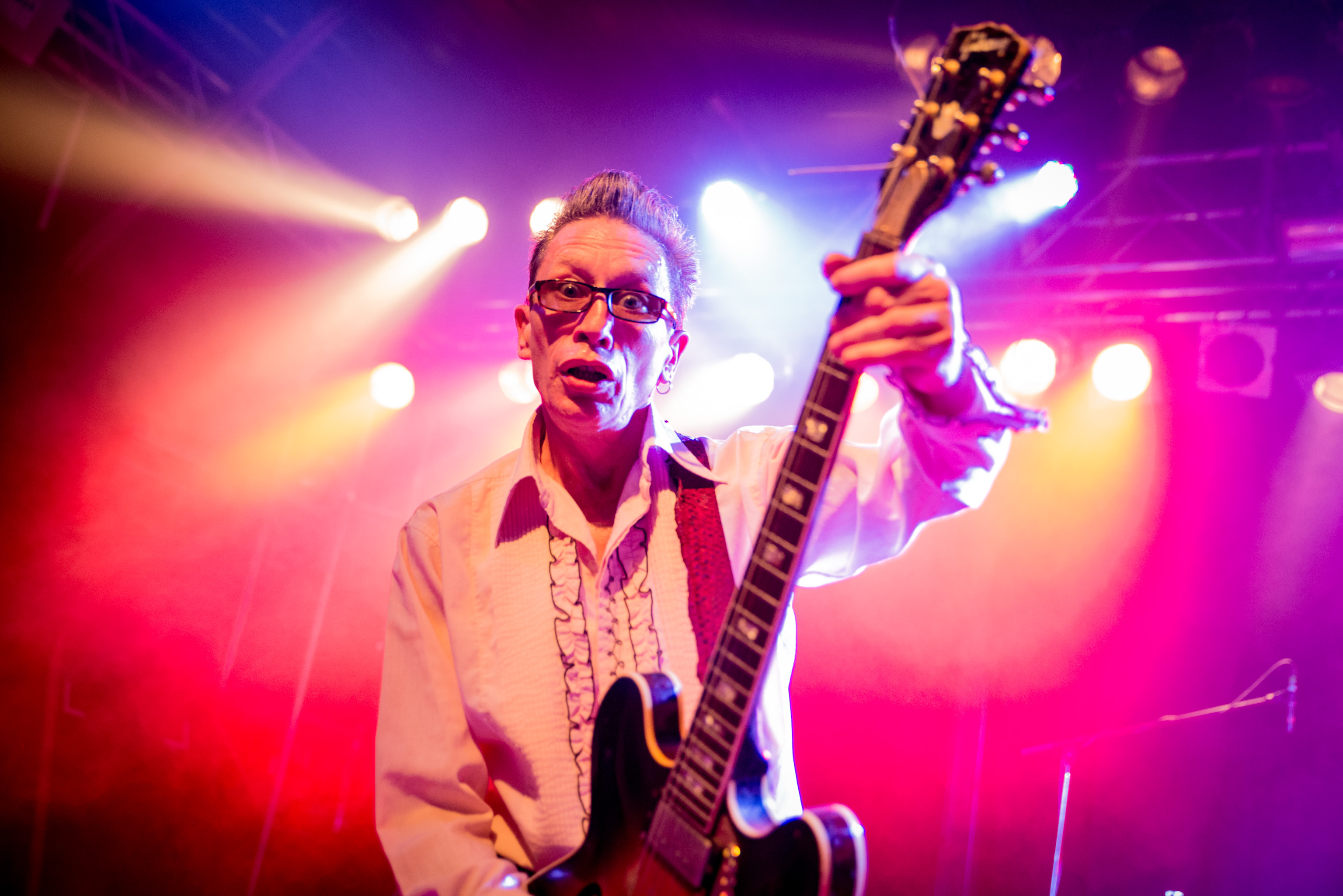
Paul "Thwak" Laventhol
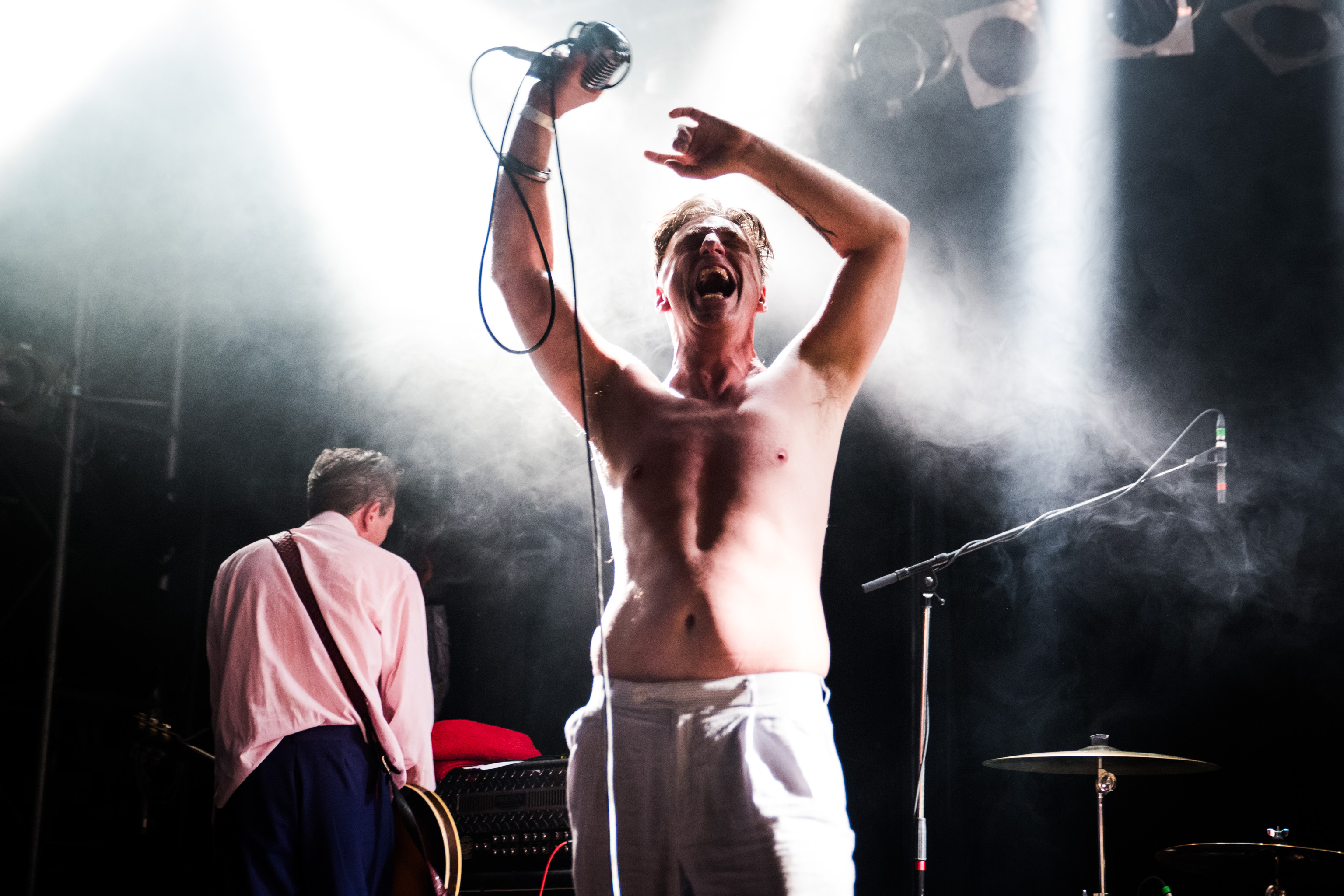
Gary "Smeg" Cayton
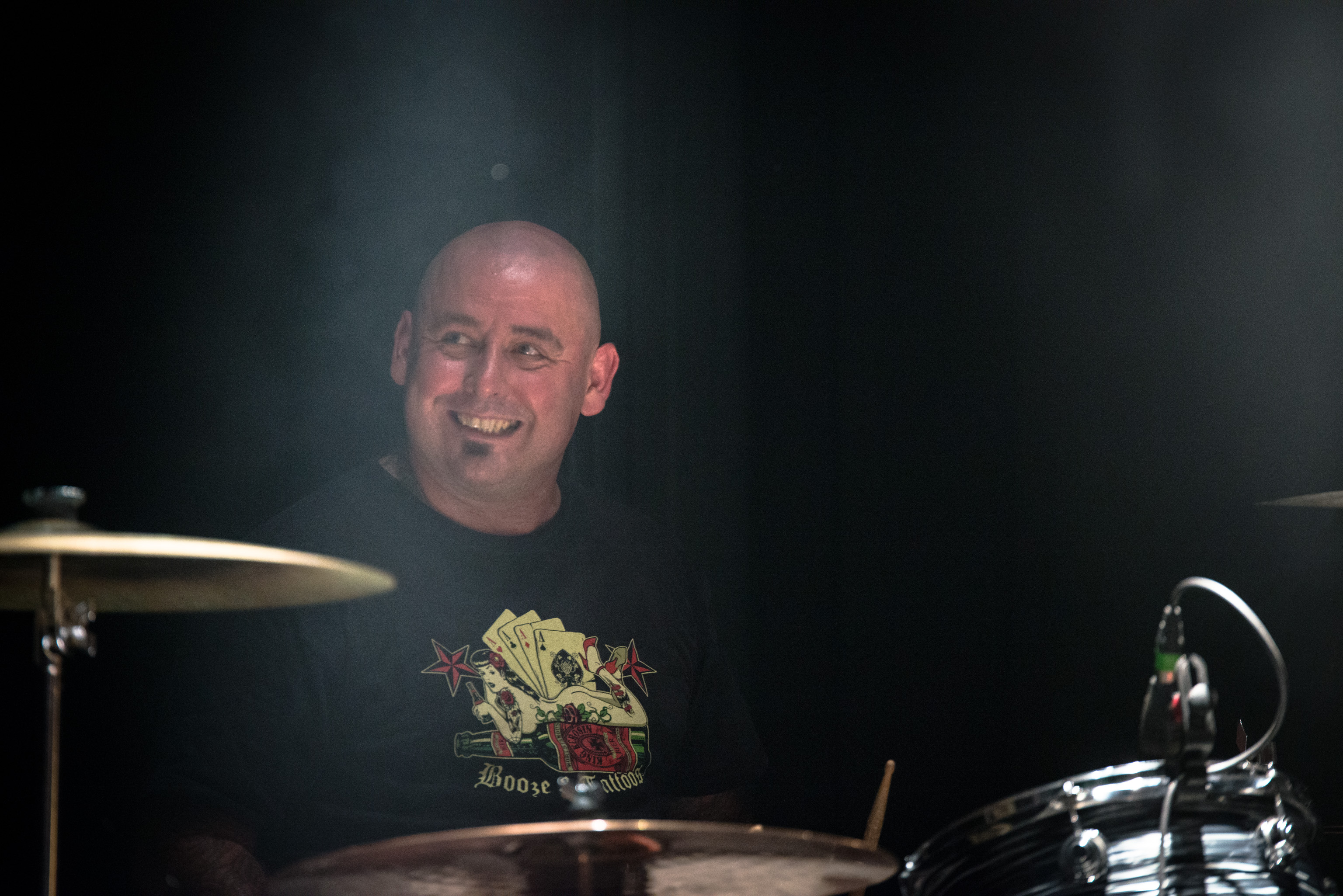
Rory Lions
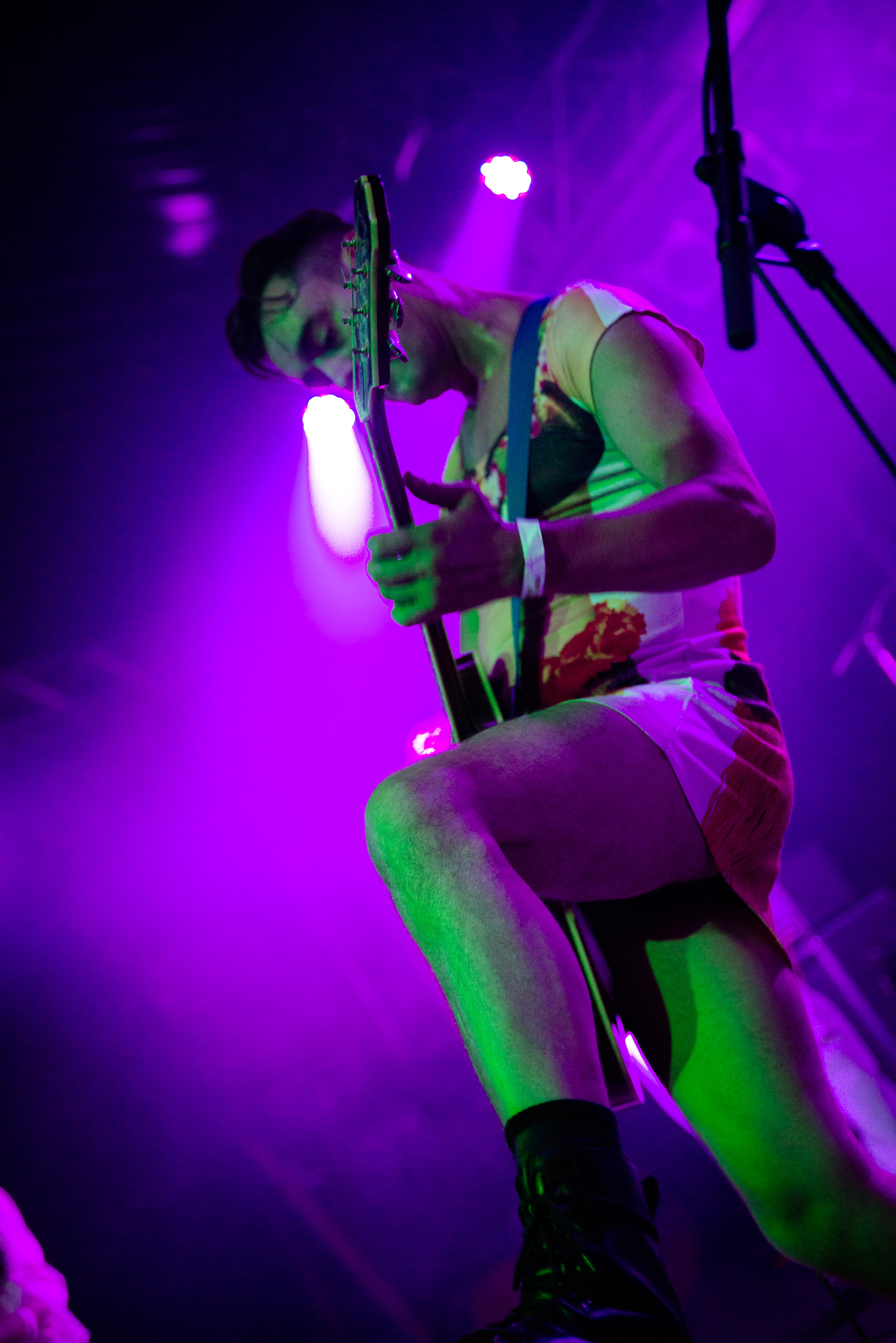
John Reddington

## Diskografie

### Singles
| Monat     | Jahr | Titel                                                                  | Charts | Plattenfirma        |
| --------- | ---- | ---------------------------------------------------------------------- | ------ | ------------------- |
|           | 1982 | "Zulu Beat" / "Rockin' Kurt"                                           | dnc    | Thin Sliced Records |
| Oktober   | 1983 | "Destination Zululand" / "She's as Hairy"                              | #36    | Stiff Records       |
| April     | 1984 | "Mack the Knife" / "Wreck a Party Rock"                                | #55    | Stiff Records       |
| August    | 1984 | "Banana Banana" / "Bo Diddley Goes East"                               | #54    | Stiff Records       |
| Juni      | 1985 | "Billy" / "Back on the Dole"                                           | #81    | Stiff Records       |
| September | 1985 | "Road to Rack n Ruin" / "Poppa Wobbler"                                | #94    | Stiff Records       |
| November  | 1985 | "Slammers" / "Ape Hour"                                                | dnc    | Stiff Records       |
| November  | 1986 | "America" / "High and Mighty"                                          | #73    | Polydor             |
| Mai       | 1987 | "Land of Ring Dang Do" / "Zulu Beat" / "Horatio" / "Gather Your Limbs" | #67    | Polydor             |
|           | 1988 | "Bye Bye Baby" / "Prussian Stomp" – (as The Kurts)                     | dnc    | GWR                 |

### Alben
| Monat | Jahr | Titel                      | Charts | Plattenfirma  |
| ----- | ---- | -------------------------- | ------ | ------------- |
|       | 1983 | "Ooh Wallah Wallah"        | dnc    | Stiff Records |
| März  | 1986 | "Big Cock"                 | #50    | Stiff Records |
|       | 1986 | "The Last Will & Testicle" | dnc    | GWR           |

### Zusammenstellungen
- Live & Rockin'  (1989)
- Destination Demoland (1990)
- Poor Man's Dream (compilation) (1994)
- Alcoholic Rat (2001)
- Live and Unreleased